# Stanisław Jerzy Lec

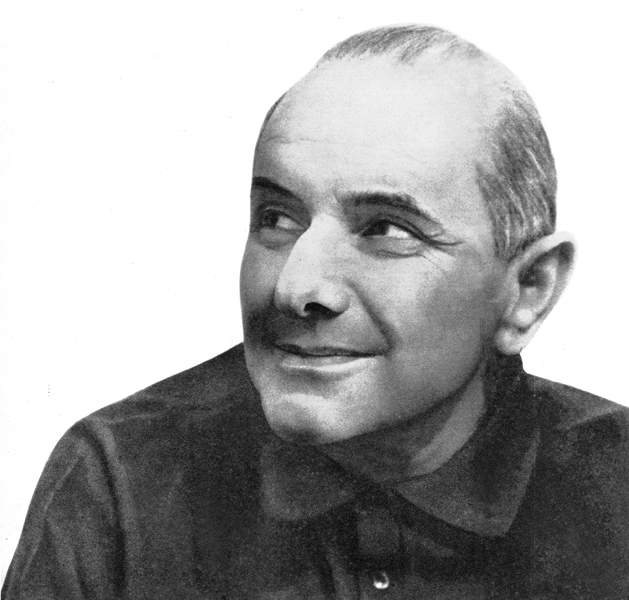
Stanisław Jerzy Lec

Stanisław Jerzy Lec (staˈɲiswaf ˈjɛʐɨ lɛts) (* 6. März 1909 als Baron Stanisław Jerzy de Tusch-Letz in Lemberg, Königreich Galizien und Lodomerien/Österreich-Ungarn; † 7. Mai 1966 in Warschau) war ein polnischer Lyriker und Aphoristiker.

## Leben

### Kindheit und Jugend in Lemberg und Wien
Lec stammte aus einer großbürgerlich-jüdischen, ob ihrer Verdienste geadelten Familie, die in Czortków in Galizien (heute Чортків in der Ukraine) ansässig gewesen war. Stanisław war das einzige Kind von Baron Benno Letz de Tusch, eines Großgrundbesitzers und Bankdirektors, und seiner Ehefrau Adéle, die als Tochter von Jan de Safrin von sephardischen Juden abstammte. Die Schreibweise Letz entspricht den k.u.k. Urkunden, in den 1920er Jahren wurde sie zu Lec polonisiert. Beide Eltern konvertierten zum Protestantismus. Die privilegierte Familie, die Ländereien in Podolien und der Bukowina besaß, lebte in Lemberg, der damals viertgrößten Stadt Österreich-Ungarns, die zugleich Hauptstadt des teilweise mit Autonomierechten versehenen Kronlandes „Königreich Galizien und Lodomerien“ war.
Meine größte Seinsfrage ist, warum ich ausgerechnet für diese Jahre eingeplant worden bin, wo doch die ganze Ewigkeit zur Verfügung stand. Dies könnte, wie viele seiner Aphorismen, für einen Satz aus seiner Autobiographie stehen – geschrieben mitten in einem Jahrhundert, das von Kriegen, Vertreibungen, Bevölkerungs- und Völkermorden in einem bis dahin unvorstellbaren Ausmaß geprägt wurde.
Die behütete Kindheit begann sich 1914 mit dem Ersten Weltkrieg zu ändern. Als die Kaiserlich Russische Armee die Schlachten in Galizien gewann, was zur Besetzung von Ostgalizien und einem antisemitischen Pogrom in Lemberg führte, floh die Familie nach Wien. Der Vater starb dort im Oktober 1915 mit nur 43 Jahren an Herzversagen, der Geschäftsbankrott ruinierte die Familie teilweise. Für Stanisław blieb Wien trotzdem zeitlebens ein Sehnsuchtsort, einschließlich einer ironischen Verklärung der Habsburgischen Monarchie. Erst nach dem Kriegsende kehrten Mutter und Sohn zurück nach Lemberg, das zwischenzeitlich zur Westukrainischen Volksrepublik gehört hatte, nach dem Polnisch-Ukrainischen Krieg aber im November 1918 Teil der Zweiten Polnischen Republik geworden war. Die Stadt hieß nun Lwów und wurde ab 1921 Hauptstadt der gleichnamigen Woiwodschaft. Die Latifundien der Familie waren enteignet worden oder mussten in der Folgezeit stückweise verkauft werden. Aber sie selbst waren den Kriegen und dem erneuten Pogrom von Lwów (1918), an dem sich auch die Zivilbevölkerung beteiligte, entgangen.
Nach Schulbesuchen in Wien und in der Evangelischen Oberschule zu Lemberg machte Lec 1927 am deutschsprachigen, koedukativen „Jozefa S. Goldblatt-Kamerling“-Privatgymnasium von Lemberg das Abitur und studierte bis 1933 an der dortigen Jan-Kazimierz-Universität ein Jahr Polonistik und danach Jura, mit einem Abschluss als „Magister iuris“.

### Erste schriftstellerische Tätigkeiten in Lemberg und Warschau
Um 1929 gründete er zusammen mit Studienkollegen und Freunden wie Leon Pasternak (1910–1969) und Jan Śpiewak (1908–1967) eine Gruppe junger linker Dichter; ihre Monatszeitschrift Tryby (Getriebe) bekam schon nach der ersten Ausgabe 1931 Probleme mit der Zensur und wurde von den Behörden verboten. 1933 erschien sein erster Gedichtband Barwy (Farben), der u. a. düstere Erinnerungen an den Ersten Weltkrieg widerspiegelt und ironische Gesellschaftskritik enthielt. Aufgrund seiner sozialpolitischen bzw. sozialistischen Ansichten, die sich z. B. in seinen Gerichts-Kolumnen unter seinem Pseudonym „Stach“ in der Zeitung Dziennik Popularny (Volksblatt, 1936–1937, dann verboten) niederschlugen, wurde er von der Polizei als „unzuverlässig“ betrachtet. In einem seiner späteren Aphorismen hieß es: Wie beurteilt man einen Staat am gerechtesten? Einfach – auf Grund seiner Gerichtsbarkeit. Angesichts der 1934 propagierten „Jagd auf Linke“ verließ er rechtzeitig seine Heimatstadt und ging nach Warschau. Leon Pasternak kam währenddessen per Verfügung in das berüchtigte politische Gefängnis Bereza Kartuska.
Nach Pasternaks Freilassung gründeten beide 1936 in Warschau das literarische Kabarett „Teatr Pętaków“ (Theater der Knirpse), auch „Teatr Krętaczy“ (Theater der Spinner) genannt, das nach nur acht Vorstellungen von den Behörden geschlossen wurde. Als Lyriker und als Satiriker schrieb Lec für verschiedene Blätter wie Szpilki (Nadeln, Nadelstiche, mit Unterbrechungen 1935–1994, regelmäßig zensiert), Sygnały (Signale, 1933–1939), Lewar (Wagenheber, 1933–1936, mehrfach durch die Zensur beschlagnahmt), Lewy Tor (Linkes Gleis, 1935–1936, mehrfach durch die Zensur beschlagnahmt), Cyrulik Warszawski (Der Barbier von Warschau, 1926–1934, dann verboten) und Czarno na Białem (Schwarz auf Weiß, 1937–1939), die teils der linken intellektuellen Szene zuzuordnen sind. Noch wichtiger als ein Abdruck in der Zeitschrift Skamander (1920–1939) war es für ihn, den Kreis der „Skamandriten“ wie Julian Tuwim und Jarosław Iwaszkiewicz kennenzulernen. Oder im berühmten Café „Ziemiańska“ den Stammtisch mit literarischen Größen wie Witold Gombrowicz teilen zu können. 1935 wurde in Warschau sein zweiter Gedichtband unter dem Titel Zoo: wiersze satyryczne (Zoo: satirische Gedichte) veröffentlicht, mit den 1936 folgenden Satyry patetyczne (Pathetische Satiren) erreichte er seinen damaligen stilistischen Höhepunkt. Mit dem Verbot der Dziennik Popularny 1937 befürchtete Lec erneut Verhaftung, so dass er für kurze Zeit in die mittlerweile rumänische Bukowina und nach Podolien, schließlich dann wieder nach Warschau ging, pro forma weiterhin als Applikant einer Anwaltskanzlei in Czortków registriert. Sein zeitweiser Aufenthalt in Podilla, der Heimat seiner Mutter, schlug sich im Manuskript von Ziemia pachnie (Die Erde riecht) nieder, doch der Ausbruch des Zweiten Weltkrieges verhinderte das Erscheinen.

### Überleben zwischen den Fronten und Widerstand im Zweiten Weltkrieg
Dem Überfall auf Polen durch die Wehrmacht am 1. September 1939 folgte per deutsch-sowjetischem Nichtangriffspakt kurz darauf die sowjetische Besetzung Ostpolens. Lec, der von Warschau zurück nach Lemberg geflohen war, befand sich nun hinter der von der Roten Armee vollzogenen Curzon-Linie. Für ihn, wie für viele Menschen, vor allem die jüdischer Herkunft, erschien die Sowjetunion zunächst wie eine „Eintrittskarte zum Überleben“ (Tomasz Lec). Er unterstützte das Referendum vom 19. November 1939 für die Eingliederung des – historisch immer wieder umstrittenen – „Grenzlandes“ in die Belorussische und die Ukrainische SSR, die beide von der Regierung der UdSSR und der KPdSU in Moskau, de facto dem Willen Josef Stalins, abhängig waren; aus Lwów wurde Львів/Lwiw. Gleichzeitig begann er für die sowjetische Propaganda in seiner unterdessen westukrainischen Heimat zu arbeiten. 1940 trat er dem Nationalen Schriftstellerverband der Ukraine bei. Seine regimefreundlichen Beiträge, etwa in der polnischsprachigen Tageszeitung Czerwony Sztandar (Rotes Banner, 1939–1941, hrsg. v. kommunistischen Stadtkomitee), und (wie damals üblich und von Lyrikern gefordert) eine Hymne auf Stalin brachten nachgeborene Kritiker dazu, ihn als antipolnischen „Sowjetkollaborateur“ zu betrachten. In Lec’ Worten: Es ist schwer erkennbar, wer freiwillig mit dem Strom schwimmt. Sei Realist: sprich nicht die Wahrheit. Die offizielle Pflichtsprache ist der beste Knebel. Die Aufgabe, Legenden zu erfinden, übernahm vom Volksmund die öffentliche Hand. Perfide Henker lockern ihren Opfern die Schlinge. Tatsächlich ging es nicht um die berufliche Existenz, sondern um ein physisches Überleben: Vorläufig war er der deutschen Besetzung Polens, der Verhaftung, Internierung und ggf. Erschießung durch die Einsatzgruppen der Gestapo oder SS (auch im Rahmen der „Intelligenzaktion“) sowie den damaligen Pogromen der ansässigen Bevölkerung entronnen – jetzt drohten ihm schon bei geringem Verdacht die Verfolgung und möglicherweise Vernichtung durch den sowjetischen NKWD, eine Deportation oder Zwangsarbeit im Gulag. Aleksander Wat, sein Kollege beim „Roten Banner“ und ebenfalls jüdischer Abstammung, entging zwar dem Tod, aber nicht der Verhaftung im Januar 1940, Geheimdienst-Verhören in der Lubjanka und der Verbannung samt Frau und Kind nach Kasachstan.
Der Einmarsch deutscher Truppen beim Überfall auf die Sowjetunion im Juni 1941 war der vierte gravierende Machtwechsel dieser Region zu Lec’ Lebzeiten. Er wurde verhaftet, zunächst in das Zwangsarbeitslager Lemberg-Janowska und dann in ein Konzentrationslager bei Tarnopol gebracht, wo er wiederholt zu fliehen versuchte. Als Lec im Juli 1943 zu seiner Erschießung sein eigenes Grab schaufeln sollte, konnte er entkommen. In deutscher Uniform floh er durch das nun errichtete Generalgouvernement wieder zurück nach Warschau und arbeitete dort für die Presse der Untergrundbewegung. Später schloss er sich den polnischen Partisanen in der Woiwodschaft Lublin an. Er wurde Mitglied der kommunistischen Arbeiterpartei Polens (Polska Partia Robotnicza) und deren bewaffneten Widerstandes, der Gwardia Ludowa/Armia Ludowa (AL), und nahm im Mai 1944 an der Schlacht bei Rąblów teil, bei der sie den Einheiten des 25. SS-Polizeiregiments, der 5. SS-Panzerdivision „Wiking“ und der Wehrmacht unter dem Kommando des SS- und Polizei-Führers von Lublin, SS-Gruppenführer Jakob Sporrenberg, standhielten.  Nach der territorialen Befreiung vom Nationalsozialismus arbeitete Marcel Reich-Ranicki im Oktober 1944 unter dem damaligen Oberleutnant „Łukasz“ beim Aufbau einer Propaganda- und Übersetzungseinheit der polnischen Volksarmee. Lec wurde in der 1. Polnischen Armee bis zum Rang eines Majors der Reserve befördert. Für seine Verdienste im Widerstandskampf wurde er mehrfach dekoriert, u. a. mit dem Partisanenkreuz, der Medaille für Warschau 1939–1945 und der Medaille des Sieges und der Freiheit 1945.
Seine Mutter war den Massenmorden in Lemberg im Sommer 1941, denen tausende Juden zum Opfer fielen, entgangen. Als Insassin des Ghettos Lemberg wurde sie im Juni 1943 bei der Liquidierung des sogenannten „JuLag“ bei lebendigem Leibe verbrannt. Kurz danach war die Geschichte der Juden in Lemberg durch die Nationalsozialisten für beendet erklärt worden, die Stadt galt als „judenfrei“.

### „Pole, Jude, Europäer“ – das Wirken ab 1945
Zusammen mit Leon Pasternak und dem Karikaturisten Jerzy Zaruba (1891–1971) gründete er 1945 in Lódź die satirische Zeitschrift Szpilki neu und wurde zum Mitarbeiter der Kuźnica, Twórczość (Schaffen), Odrozenie (Wiedergeburt) und Przekrój. Im 1946 erschienenen Band Notatnik polowy (Feldnotizbuch) reflektierten die Gedichte seine Kriegszeit. Im selben Jahr veröffentlichte er den Satireband Spacer cynika (Spaziergang eines Zynikers), 1948 Życie jest fraszką (Das Leben ist ein Scherzgedicht).
Als Presseattaché der Polska Misja Polityczna/Polskie Przedstawicielstwo Polityczne (Polnische Politische Mission/Polnische Politische Agentur) und zugleich als Kulturattaché arbeitend, lebte er von 1946 bis 1950 mit seiner Frau Elżbieta (geb. Cukierman/Zukerman, geänd. Rusiewicz, 1918–1995) und den beiden Kindern Małgorzata (* 1944) und Jan (* 1946) in Wien. Nowe wiersze (Neue Gedichte) von 1950 waren dort bereits teilweise unter dem Titel Über Brücken schreitend auf Deutsch übersetzt erschienen. Er beobachtete jedoch besorgt, wie sich der damals stalinistisch geprägte polnische Staat in der Ära von Bolesław Bierut entwickelte – mit dem steigenden, beklemmenden Anspruch, die Menschen tiefgreifend zu kontrollieren und zu drangsalieren.
Seiner Abberufung in Wien kam er 1950 durch die – unerlaubte – Übersiedlung mit seiner Familie in den neu gegründeten Staat Israel zuvor, wo seine Frau mehrere, u. a. zionistische Verwandte hatte. Das „Gelobte Land“, in dem er nur Arbeit als Gärtnereiangestellter fand, fern des gewohnten kulturellen und überdies meteorologischen Klimas, blieb ihm fremd, so dass er 1952 mit seinem Sohn nach Warschau zurückkehrte: Die Welt am anderen Ende / vergesse ich nie. / Wohin ich geh, mich auch wende, / suche ich sie. / Das Lachen lockte dort heller / und jeder Blick; / so eile ich immer schneller / dorthin zurück. Der Verband der Polnischen Literaten (Związek Literatów Polskich) hatte ihn inzwischen ausgeschlossen, seine Bücher waren aus den Bibliotheken entfernt worden, Bekannte mieden ihn. Er heiratete zum zweiten Mal, aus der Ehe mit der Schauspielerin Krystyna Światońska, die in Wien seine Sekretärin gewesen war, stammt sein jüngster Sohn Tomasz (* 1955). Mit einem Veröffentlichungsverbot belegt, wandte sich Lec der Übersetzung von deutschen, russischen, weißrussischen und ukrainischen Dichtern zu. Die Literatin Joanna Kulmowa sah darin wenigstens einen positiven Aspekt, denn „er musste nicht widerliche Dinge schreiben und Fußtritte verteilen, wie manch einer, der sich noch vor kurzem als sein Freund bezeichnet hatte. Er musste es nicht, denn er durfte es nicht – also war er frei. Auf eine paradoxe Weise frei. Freibaron de Tusch-Lec.“ Wenngleich zusätzlich mit einem Reiseverbot belegt, aber: Ein Staat, aus dem die Bürger nicht herauskönnen, hat wohl keinen Ausweg.
Seine eigenen Gedichte aus der Zeit in Israel konnten 1956 als Rękopis jerozolimski (Jerusalemer Handschrift) erscheinen. Mit dem „Polnischen Oktober“ 1956, dessen Ereignisse zu einer Liberalisierung der Politik führten, begann seine Karriere vor allem zu einem der wesentlichsten Aphoristiker des 20. Jahrhunderts, wobei er mit doppel- und mehrdeutigen Formulierungen „Sprengstoff mit stilistischen Sicherheitsvorkehrungen“ entwickelte. Bereits im Oktober 1957 endete die polnische „Tauwetter-Periode“, womit auch wieder literarische Zensur eingeführt wurde – ohne dass Lec, erneut Mitglied des Schriftstellerverbandes, sich davon noch beirren ließ. Jede Religion datiert die Weltschöpfung anders. Bei uns herrschten bis vor kurzem die Bekenner einer Religion, nach der die Welt ihren Anfang 1944 genommen habe. Sieht sich ein Staat von einem kleinen Gedanken bedroht, ist es klar, daß der Gedanke groß und der Staat klein ist.

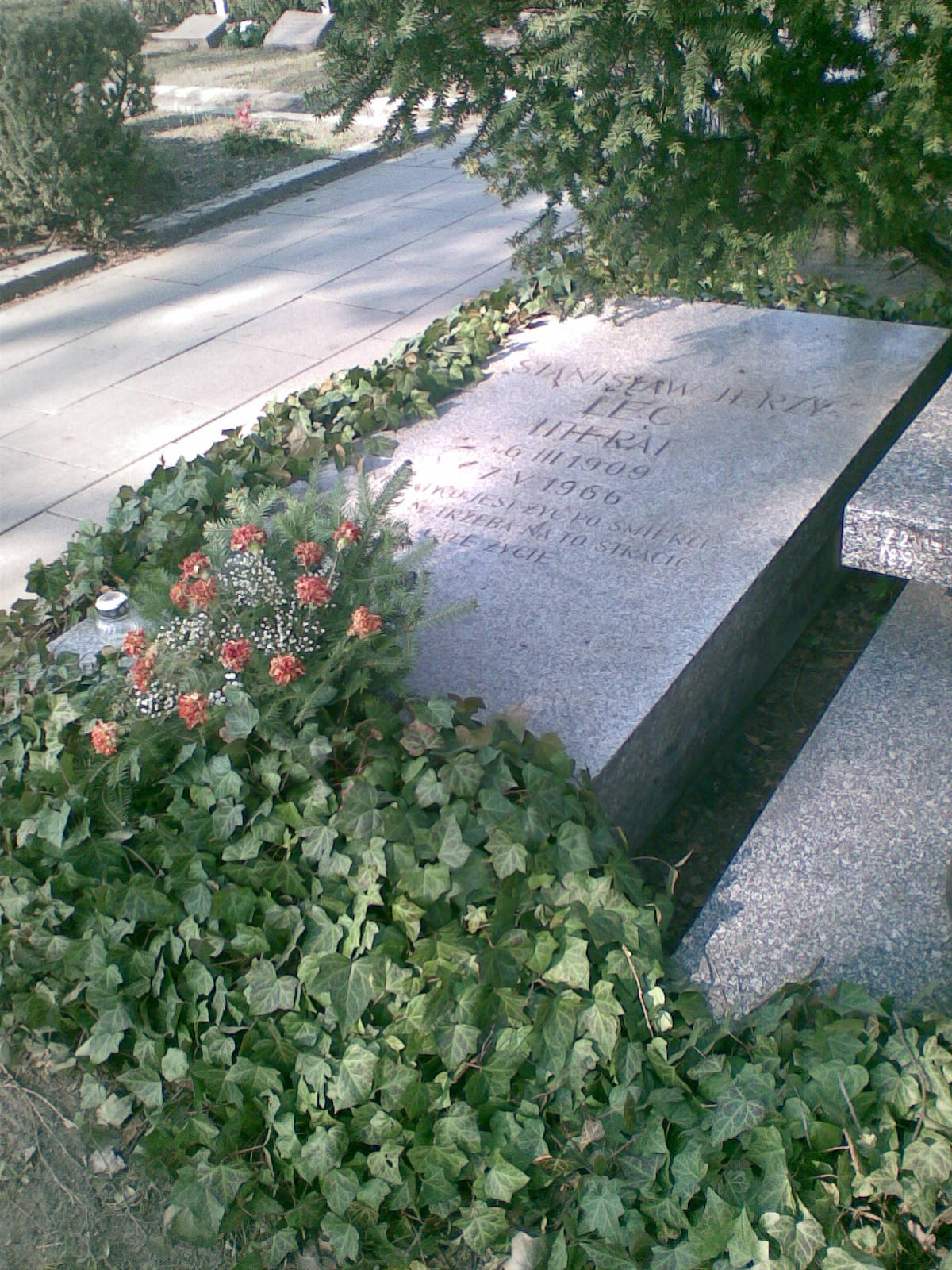
Grab von Stanisław Jerzy Lec auf dem Powązki-Friedhof

Inspiriert wurde Lec auch durch seine Übersetzungen: Gedichte von Goethe, Grillparzer, Lessing, Morgenstern und vor allem von Heine, aber auch Werke von Brecht, Kraus, Ringelnatz, Trakl und Tucholsky. Er selber liebte den zwei- oder vierzeiligen, epigrammhaft scherzenden Lyrik-Stil, auf Polnisch fraszką genannt. Nach einer ersten, 201 Aphorismen enthaltenden Fassung der Myśli nieuczesane (Unfrisierte Gedanken) von 1957 folgten 1959 deren zweite (inhaltlich verdoppelte) Auflage sowie Z tysiąca i jednej fraszki (Aus tausendundeinem Scherzgedicht) und Kpię i pytam o drogę (Ich spotte und frage nach dem Weg), 1961 Do Abla i Kaina (An Abel und Kain), 1963 List gończy (Steckbrief) und 1964 Poema gotowe do skoku (Gedichte auf dem Sprung). 1964 erschienen auch die Myśli nieuczesane nowe (Neue unfrisierte Gedanken) und 1966 Frazkobranie (Scherzgedicht-Lese). 1961 wurde er von der polnischen Vereinigung der Bühnenautoren und -komponisten (ZAiKS) für sein satirisches Werk ausgezeichnet.
Schon längere Zeit erkrankt, starb Lec am 7. Mai 1966 in Warschau an Magenkrebs. Noch kurz vor seinem Tod mit dem Orden Polonia Restituta (Offizierskreuz) ausgezeichnet, erhielt er ein Staatsbegräbnis mit militärischen Ehren auf dem Powązki-Militärfriedhof in Warschau, die Ehrenwache hielten seine schriftstellerischen Weggefährten Jarosław Iwaszkiewicz und Artur Międzyrzecki.
Grabinschrift: Es ist nicht leicht, nach dem Tod zu leben. Manchmal muss man dafür sein ganzes Leben opfern.

## Der Aphoristiker – Werk und Rezeption
Nomen est omen – bereits im Familiennamen Letz schien die Bestimmung enthalten: im Jiddischen bezeichnet ליצ den Lästerer, Spötter, Clown oder eben Satiriker. In Safrin (סאַפֿרין, lt. Lec verwandt mit dem hebräischen Sofer סוֺפֵר) wiederum ist ein „Schreiber“ oder „Schriftsteller“ enthalten. Und trotz seiner lyrischen Ambitionen: Von der Mehrzahl der Werke bleiben nur Zitate übrig. Ist es dann nicht besser, von Anfang an nur die Zitate aufzuschreiben?
Seine zahlreichen, sich zuweilen ähnelnden, ergänzenden oder (scheinbar) widersprechenden Aphorismen, die er in „Sudelhefte“, auf Zettel oder Café-Servietten schrieb, waren ursprünglich zumeist durch Zeitungen wie Przegląd Kulturalny (Kulturelle Rundschau, 1952–1963, dann liquidiert bzw. fusioniert), Po prostu (1947–1957, dann verboten), Dialog (1956–) und Świat (Die Welt, 1951–1969, nach der Krise der März-Unruhen 1968 in Polen verboten) bekannt geworden. Sie werfen nicht nur ein ironisches Bild auf menschliche Eitelkeiten und Schwächen (Ich bin schön, ich bin stark, ich bin weise, ich bin gut. Und ich habe das alles selbst entdeckt!), sondern auch „mit der Schärfe und Präzision eines Messerstichs“ ein kritisches, teils sehr sarkastisches Licht auf alle (ähnlich wiederkehrenden) Formen von Ideologien sowie des autokratischen Denkens und Handelns. Er selbst bezeichnete diese Gedanken als eigentlich 6 000 Jahre alt, so alt, dass die Welt die Erinnerung an sie nur längst vergessen gehabt hätte. Sich dabei wohl bewusst: In jeder Epoche fallen die gleichen Worte, aber andere Köpfe.
Die internationale Popularität begann in Deutschland, mit den von Karl Dedecius kongenial übersetzten, in mehreren Folgen (und späteren Zusammenstellungen) seit 1959 im Carl Hanser Verlag München verlegten Unfrisierten Gedanken – der Titel ist eine Anspielung auf ein Zitat von und gleichzeitig eine Verneigung vor Heinrich Heine. In den 1970er Jahren, der Zeit der beginnenden freundlicheren Ostpolitik der Bundesrepublik Deutschland, wurden regelmäßig in der ZEIT eine Handvoll Aphorismen des damals schon verstorbenen Lec veröffentlicht. Die 1978 in der DDR erschienene Auswahl war dort eine gesuchte Rarität, ebenso wie im gleichen Jahr in der Sowjetunion die erste russische Übersetzung (von Wladimir Rossels); es kursierten deshalb hand- und maschinenschriftliche Kopien. Teile seines Werkes wurden außerdem u. a. ins Albanische, Belorussische, Bulgarische, Dänische, Englische, Estnische, Finnische, Französische, Hebräische, Italienische, Kroatische, Lettische, Litauische, Niederländische, Schwedische, Serbische, Slowakische, Spanische, Tschechische, Türkische, Ukrainische und (aus dem Russischen) ins Vietnamesische übersetzt.
Die in Polen im Laufe der Jahrzehnte bereits mehrfach erweiterten Auflagen wurden in der Ausgabe von 2006 um zusätzliche, z. T. zuvor der Zensur zum Opfer gefallene Aphorismen ergänzt, so dass die Myśli nieuczesane wszystkie insgesamt 4 711 seiner „unfrisierten Gedanken“ zählten, die Jubiläumsausgabe der Myśli nieuczesane von 2017 nochmals 101 mehr. Für den Literaturwissenschaftler Michał Paweł Markowski sind es Ein-Satz-Zusammenfassungen von Freud, Nietzsche, Bergson, Heidegger, Wittgenstein und vielen anderen modernen Philosophen, scheinbar beiläufig und sorglos, aber nie zufällig, verbunden mit anderen Gedanken, die sich um dieselben Themen drehen, nämlich die Wahrheit, Sprache, Existenz, den Teufel, Gott, womit ihm der Ruf des größten und zugleich ernsthaftesten polnischen Schriftstellers zustehe. Für Marcel Reich-Ranicki gehörte Lec „vor dem Krieg zu den besten polnischen Satirikern der jungen Generation“ und wurde danach „der weitaus bedeutendste europäische Aphoristiker in der zweiten Hälfte unseres Jahrhunderts.“
Stanislaw Wygodzki würdigte ihn in der Encyclopaedia Judaica als eine einzigartige Kombination aus der polnischen und der ausgelöschten polnisch-jüdischen Kultur, der in sich den Witz eines Narren mit der traurigen Weisheit eines Rabbis vermengte, was er mit brillant komprimierten, tief philosophischen einzelnen Sätzen oder Sentenzen auf den Punkt zu bringen vermochte.
„Es gibt bei Lec Parallelen und Pointen, Techniken und Wortspiele à la Lichtenberg, Ebner-Eschenbach, Ringelnatz, Kästner, Kraus, aber niemals ohne schöpferische Eigenleistung, ohne triftige akute Bezüge oder Bilder. Wo Lichtenberg die anmutige Ironie eines gelehrten Kauzes, Karl Kraus die Bissigkeit eines Misanthropen kennzeichnet, ist Lec die melancholische Menschenfreundlichkeit eigen, das Lächeln mit der Träne im Auge.“ Karl Dedecius
„Er hat noch anderes geschrieben, aber die Unfrisierten Gedanken haben seinen Ruhm begründet. Es ist nämlich ein Buch, von dem jeder zivilisierte, nachdenkliche Mensch jeden Abend drei oder vier Zeilen lesen sollte, bevor er einschläft (wenn er es dann noch kann).“ Umberto Eco

### Aphorismen
- Wenn es nichts zu lachen gibt, kommen Satiriker auf die Welt.[62]
- Wenn ich zum zweiten Mal geboren werde, laß ich mich gleich unter einem falschen Namen eintragen.[63]
- Geh mit der Zeit, aber komme von Zeit zu Zeit zurück.[64]
- Viele, die ihrer Zeit vorausgeeilt waren, mußten auf sie in sehr unbequemen Unterkünften warten.[65]
- Es bedarf großer Geduld, um sie zu lernen.[66]
- Die erste Vorbedingung für die Unsterblichkeit ist das Sterben.[67]
- Schade, daß man ins Paradies mit einem Leichenwagen fährt![68]
- Alle Götter waren unsterblich.[69]
- Ob ich gläubig bin? Das weiß nur Gott allein.[70]
- Vielleicht hat Gott selber mich zum Atheisten auserwählt?[71]
- Wahre Auserwählte haben keine Wahl.[72]
- Man unterscheidet zwei Arten von Teufeln: degradierte Engel und beförderte Menschen.[73]
- Man kann das »Lied der Freiheit« nicht auf dem Instrument der Gewalt spielen.[74]
- Die Uhr schlägt. Alle.[75]
- Gedankenlosigkeit tötet. Andere.[76]
- Sein Gewissen war rein. Er benutzte es nie.[77]
- Liebet eure Feinde, vielleicht schadet das ihrem Ruf.[78]
- Das Gesicht des Feindes entsetzt mich, weil ich sehe, wie sehr es meinem eigenen ähnelt.[79]
- Ich habe von Freud geträumt. Was bedeutet das?[80]
- Bestimmte Wirtschaftstheorien leiden am Freudschen Mehrwertkomplex.[81]
- Ich hätte viele Dinge begriffen, hätte man sie mir nicht erklärt.[82]
- Tiefe kann man durch Färbung vortäuschen.[83]
- Den Blick in die Welt kann man mit einer Zeitung versperren.[84]
- Unser Unwissen erobert immer weitere Welten.[85]
- Trotz immer schnellerer Verkehrsmittel kommen wir immer langsamer an unsere Ziele.[86]
- Die Technik ist auf dem Weg, eine solche Perfektion zu erreichen, daß der Mensch ohne sich selbst auskommt.[87]

… und quasi aus seiner eigenen Todesanzeige:
- Er ist nicht tot. Er hat seine Lebensweise geändert.[88]

## Publikationen

### Originalausgaben
- Barwy: poezje [Farben: Gedichte]. Nakł. Księgarni Nowości, Lwów 1933. (Neuausgabe als „Reprint wydany w 50. rocznicę śmierci poety“ mit Nachworten von Lidia Kośka und Tomasz Lec. Noir sur Blanc, Warszawa 2016)
- Zoo: wiersze satyryczne [Zoo: satirische Gedichte]. Instytut Wyd. „Sfinks“, Warzawa 1935.
- Satyry patetyczne [Pathetische Satiren]. M. Fruchtman, Warzawa 1936.
- Spacer cynika: satyry [Spaziergang eines Zynikers: Satiren]. Czytelnik, Warzawa 1946.
- Notatnik polowy: poezje [Feldnotizbuch: Gedichte]. Spól. Wyd. Ksiażka, Warzawa 1946.
- Życie jest fraszką [Das Leben ist ein Scherzgedicht]. Ksiazka, Warzawa 1948.
- Nowe wiersze [Neue Gedichte]. Ksiazka & Wiedza, Warzawa 1950.
- Rękopis jerozolimski [Jerusalemer Handschrift]. Czytelnik, Warzawa 1956.
- Myśli nieuczesane [deutsche Aufl. als Unfrisierte Gedanken]. Wyd. Literackie, Kraków, 1957; 2., erweiterte Auflage 1959.
- Z tysiąca i jednej fraszki [Aus tausendundeinem Scherzgedicht]. Państwowy Wyd. „Iskry“, Warzawa 1959.
- Kpię i pytam o drogę [Ich spotte und frage nach dem Weg]. Wyd. Literackie, Kraków 1959.
- Do Abla i Kaina [An Abel und Kain]. Państwowy Instytut Wyd., Warzawa 1961.
- List gończy [Steckbrief]. Państwowy Instytut Wyd., Warzawa 1963.
- Myśli nieuczesane nowe [deutsche Aufl. als Neue unfrisierte Gedanken]. Wyd. Literackie, Kraków, 1964.
- Poema gotowe do skoku [Gedichte auf dem Sprung]. Państwowy Instytut Wyd., Warzawa 1964.
- Frazkobranie [Scherzgedicht-Lese]. Państwowy Wyd. „Iskry“, Warzawa 1966.
- Myśli nieuczesane wszystkie [Alle unfrisierten Gedanken]. Noir sur Blanc, Warszawa 2006.
- Myśli nieuczesane. Noir sur Blanc, Warszawa 2023. (erweiterte und um Fußnoten ergänzte Neuausgabe der Myśli nieuczesane wszystkie)
- Fraszki [Scherzgedichte]. Hrsg. und Nachwort von Lidia Kośka, Gestaltung Tomasz Lec. Noir sur Blanc, Warszawa 2024.

### Deutschsprachige Ausgaben
Herausgegeben und aus dem Polnischen übersetzt von Karl Dedecius, wenn nicht anders vermerkt.
- Über Brücken schreitend. Gedichte. Übersetzt von Helene Lahr, mit einem Vorwort von Franz Theodor Csokor. Zwei Berge, Wien 1950.
- Unfrisierte Gedanken. Bilder von Herbert Pothorn. Hanser, München 1959.
- Neue unfrisierte Gedanken. Bilder von Daniel Mróz. Hanser, München 1964.
- Letzte unfrisierte Gedanken. Aphorismen. Mit fünf Zeichnungen von Heinz Edelmann. Hanser, München 1968.
- Spätlese unfrisierter Gedanken. Hanser, München 1976.

- Das große Buch der unfrisierten Gedanken. Aphorismen, Epigramme, Gedichte und Prosa. Hanser, München 1971
- Alle unfrisierten Gedanken. Hanser, München 1982
- Allerletzte unfrisierte Gedanken. Mit Zeichnungen von Zygmunt Januszewski. Hanser, München 1996.
- Steckbriefe. Epigramme, Prosa, Gedichte. Hanser, München 1986.
- Sämtliche unfrisierte Gedanken. Dazu Prosa und Gedichte. Zweitausendeins, Frankfurt am Main 1996. Neuausgabe: Sanssouci im Carl Hanser Verlag, München 2007, ISBN 3-8363-0058-3.
- Liebet eure Feinde, vielleicht schadet das ihrem Ruf. Unfrisierte Gedanken zur Macht. Ausgewählt von Heiner Geißler, illustriert von Jiří Slíva. Sanssouci, München 2001, ISBN 3-7254-1221-9.

## Nachweise
1. ↑  Deutsch-österreichische Quellen geben den Vornamen mit der Kurzform Benno an, slawische mit Benon; das Adressbuch von Lemberg (1913) führt ihn mit Benjamin, die Gesher Galicia (All Galicia Database) mit Benjamen Eleazer. Zusätzlich zu seinem Familiennamen Letz zum Baron de Tusch erhoben, dem Familiennamen Tusch der väterlich-großmütterlichen Seite entsprechend (nach dem Adelsaufhebungsgesetz von 1919 nur noch als Namenszusatz de Tusch verwendbar).
2. ↑  Księga adresowa Król. Stoł. Miasta Lwowa Rocznik 17. 1913 = Adress u. Geschäfts-Handbuch von Lemberg. 17. Jg. 1913, S. 246: Letz Benjamin, dyr. kasy fakturow. 3-go Maja 4.
3. ↑  Spätlese unfrisierter Gedanken nach Ausgabe Sämtliche unfrisierte Gedanken. Sanssouci, München 2007, S. 285.
4. ↑  Siehe Grabsteininschrift auf Benno Letz (unbekannt-1915) – Find a Grave Gedenkstätte.
5. ↑  Vgl. Josef Bendow [Joseph Tenenbaum]: Der Lemberger Judenpogrom (November 1918 – Jänner 1919). M. Hickl, Wien 1919.
6. ↑  Zur Situation siehe Christoph Mick: Kriegserfahrungen in einer multiethnischen Stadt: Lemberg 1914–1947. Harrassowitz Verlag, Wiesbaden 2010. Weiterhin Chr. Mick: Kollektive Gewalt in Lemberg 1918–1939. – In: Friedrich Lenger, Elisabeth Müller-Luckner (Hrsg.): Kollektive Gewalt in der Stadt. Europa 1890–1939. Oldenbourg Verlag, München 2013, S. 149–166.
7. ↑  „Die Armut der Bauern und Tagelöhner, mit der er in der Provinz, nicht zuletzt in den Ländereien seiner Eltern, in Berührung kam, und die sich zuspitzenden Konflikte in der Vielvölkerstadt Lemberg hatten ihn zu einem Sozialisten gemacht.“ Marta Kijowska (2009), S. 19.
8. ↑  Neue unfrisierte Gedanken nach Ausgabe Sämtliche unfrisierte Gedanken. Sanssouci, München 2007, S. 86.
9. ↑  Im Polnischen ein Wortspiel mit Lewi Artystów = Links-Künstler bzw. Lewica Artystyczna = Künstlerische Linke.
10. ↑  Monatsschrift der Gruppe Skamander, siehe hier Skamander: miesięcznik literacki (11) 1937, S. 242.
11. ↑  ihor: «Єжи Лец висловлював симпатії до СРСР, бо це був його білет до виживання», – син афориста Томаш де Туш-Лец. In: Польсько-український портал. 21. März 2019, abgerufen am 15. Juli 2025 (ukrainisch).
12. ↑  Literary Lviv (±1939). Abgerufen am 15. Juli 2025 (englisch).
13. ↑  Database | Literary Lviv (±1939) – Stanisław Jerzy Lec
14. ↑  Siehe z. B. Dariusz Pogorzelski, der ihn in der katholisch-nationalistischen Tageszeitung Nasz Dziennik vom 22. Juli 2002 als einen der „Lobredner des Verbrechens“ bezeichnete. naszawitryna.pl (Memento vom 19. Oktober 2013 im Internet Archive)
15. ↑  Neue unfrisierte Gedanken nach Ausgabe Sämtliche unfrisierte Gedanken. Sanssouci, München 2007, S. 64.
16. ↑  Neue unfrisierte Gedanken nach Ausgabe Sämtliche unfrisierte Gedanken. Sanssouci, München 2007, S. 63.
17. ↑  Spätlese unfrisierter Gedanken nach Ausgabe Sämtliche unfrisierte Gedanken. Sanssouci, München 2007, S. 284.
18. ↑  Spätlese unfrisierter Gedanken nach Ausgabe Sämtliche unfrisierte Gedanken. Sanssouci, München 2007, S. 292.
19. ↑  Letzte unfrisierte Gedanken nach Ausgabe Sämtliche unfrisierte Gedanken. Sanssouci, München 2007, S. 122.
20. ↑  Zu dieser dreifachen Gefährdung vgl. Dieter Pohl: Nationalsozialistische Judenverfolgung in Ostgalizien 1941–1944. Organisation und Durchführung eines staatlichen Massenverbrechens. 2. Aufl., R. Oldenbourg Verlag, München 1997 (Studien zur Zeitgeschichte Band 50). Weiterhin Bert Hoppe und Hildrun Glass: Die Juden in den sowjetisch annektierten Gebieten 1939–1941. – In: Die Verfolgung und Ermordung der europäischen Juden durch das nationalsozialistische Deutschland 1933–1945. Band 7, Sowjetunion mit annektierten Gebieten I. Oldenbourg Verlag, München 2011, S. 18–22.
21. ↑  Alexander Wat: Jenseits von Wahrheit und Lüge: mein Jahrhundert. Gesprochene Erinnerungen 1926–1945. Aus dem Polnischen von Esther Kinsky, mit einem Vorwort von Czesław Miłosz sowie einem Nachwort des Hrsg. Matthias Freise. Suhrkamp, Frankfurt am Main 2000. Auszüge zu den Verhältnissen in Lwiw siehe auch Datenbank | Literarisches Lwiw (±1939) – Aleksander Wat (englisch).
22. ↑  Zur Situation (mit Verweisen auf Pasternak und Wat) siehe auch Norman Davies & Antony Polonsky (edit.): Jews in Eastern Poland and the USSR, 1939-46. Palgrave Macmillan, New York / Springer Nature, London 1991.
23. ↑  Marcel Reich-Ranicki: Mein Leben. Deutsche Verlags-Anstalt, Stuttgart 1999, S. 303ff.
24. ↑  Ghetto von Lwów [Lemberg] | Virtuelles Schtetl. Archiviert vom Original am 16. Januar 2023; abgerufen am 8. Juli 2025.
25. ↑  Юлія Ліщенко: Незбагненні шляхи «Незачесаних думок» — Високий Замок. 30. März 2018, abgerufen am 8. Juli 2025 (ukrainisch).
26. ↑  «Коли Сартру розповіли, що Станіслав Єжи Лец загубив зошит із «думками», він скрикнув: «Цілий зошит із думками? Боже, тут хоча б одну думку в голові мати!» — Високий Замок. 10. Mai 2018, abgerufen am 15. Juli 2025 (ukrainisch).
27. ↑   Philipp Friedman: Zagłada Żydów lwowskich. In: Wydawnictwa Centralnej Żydowskiej Komisji Historycznej. Nr. 4. Łódź 1945 (kul.pl). Ukrainisch: ВИНИЩЕННЯ ЛЬВІВСЬКИХ ЄВРЕЇВ. Archiviert vom Original am 21. Januar 2008; abgerufen am 14. Juli 2025.
28. ↑  Erst 1954/58 konnten die diplomatischen Beziehungen offiziell mit  Botschaften in Warschau und Wien wieder aufgenommen werden. Bis dahin wurden die Aufgaben in Wien durch eine Auslandsvertretung, die „Politische Mission/Agentur“ bzw. Gesandtschaft wahrgenommen.
29. ↑  Vgl. Agnieszka Kisztelińska-Węgrzyńska: Pierwsza wizyta Bruno Kreisky’ego w Polsce w dniach 1–3 marca 1960 roku w świetle dokumentów Ministerstwa Spraw Zagranicznych. – In: Rocznik Polsko-Niemiecki 21 (2013), S. 50–69, hier S. 50–51. https://doi.org/10.35757/RPN.2013.21.03
30. ↑  Elżbieta Tusch Lec Szwinger in den Yad Vashem Digital Collections. Der Name „Rusiewicz“ wurde während des Zweiten Weltkrieges verwendet.
31. ↑  Vgl. den Spiegel-Artikel Ohne Diplomaten - DER SPIEGEL vom 13. Februar 1951 (Lec wird hier fälschlich verkürzt als „Stanislaw Jersy“ geführt). Bereits im 1948 war der Gesandte in Wien und damit Vorgesetzte von Lec, der Sozialist Feliks Mantel (1906–1990), vor seiner Rückberufung nach Polen ins Ausland geflohen, was international beachtet wurde, vgl. den Artikel „Verschwinden des polnischen Gesandten in Wien“ im Liechtensteiner Vaterland vom 21. April 1948 (Liechtensteiner Vaterland (1948) - eLiechtensteinensia).
32. ↑  Unwiderruflich im Polnischen, dessen Sprache, Land und Kultur verwurzelt und fühlend, dass er außerhalb dieser Heimat nicht überleben kann, wie u. a. der serbische Slawist Petar Bunjak (Петар Буњак, Петр Буняк) in seinem Artikel Барон – левичар – сатиричар (О Станиславу Јежију Лецу, поводом округлог датума: 99-годишњице рођења) (2008) betont. – Wiederveröffentlicht in Петар Буњак: Књижевност и контактологија: огледи. Савез славистичких друштава Србије, Београд 2021, S. 65–74, hier: S. 70.
33. ↑  Aus der „Jerusalemer Handschrift“, zitiert nach Marta Kijowska (2009), S. 77.
34. ↑  Zitiert nach Marta Kijowska (2009), S. 75.
35. ↑  Spätlese unfrisierter Gedanken nach Ausgabe Sämtliche unfrisierte Gedanken. Sanssouci, München 2007, S. 252.
36. ↑  Gerhard Bauer: Sprengstoff mit stilistischen Sicherheitsvorkehrungen. Zur Politisierung des Aphorismus bei Stanisław Jerzy Lec. – In: Sprache im technischen Zeitalter Nr. 35, 1971.
37. ↑  Spätlese unfrisierter Gedanken nach Ausgabe Sämtliche unfrisierte Gedanken. Sanssouci, München 2007, S. 248.
38. ↑  Spätlese unfrisierte Gedanken nach Ausgabe Sämtliche unfrisierte Gedanken. Sanssouci, München 2007, S. 224.
39. ↑  Zu öffentlichen Aufführungen siehe u. a. Stanisław Jerzy Lec ::: Osoby ::: Encyklopedia teatru polskiego.
40. ↑  Auswahl übersetzt von Oskar Jan Tauschinski in der österreichischen Literaturzeitschrift wort in der zeit, Heft 9/1964.
41. ↑  Original auf Polnisch: Niełatwo jest żyć po śmierci. Czasem trzeba na to stracić całe życie. (Aus den Myśli nieuczesane, 1957)
42. ↑  Vgl. z. B. Marta Kijowska in der Sendung des Deutschlandfunks "Kopf hoch, sagte der Henker" vom 4. März 2009.
43. ↑  Spätlese unfrisierter Gedanken nach Ausgabe Sämtliche unfrisierte Gedanken. Sanssouci, München 2007, S. 193.
44. ↑  Eine bewusste Anspielung an die „Sudelbücher“ von G. Chr. Lichtenberg in der „Editorischen Notiz“ von Karl Dedecius zu Allerletzte unfrisierte Gedanken (1996) nach Ausgabe Sanssouci, München 2007, S. 393.
45. ↑  Zur Situation, die auch Lec' Sohn Jan zur Auswanderung nach Dänemark veranlasste, vgl. "I'm Here" - Anna de Tusch Lec — "We Are Here": Jewish Narratives of Poland's March 1968 Events
46. ↑  Unfrisierte Gedanken nach Ausgabe Sämtliche unfrisierte Gedanken. Sanssouci, München 2007, S. 69.
47. ↑  Marta Kijowska (2009), S. 106
48. ↑  Madga Opalski: Lec, Stanisław – in: The YIVO Encyclopedia of Jews in Eastern Europe - ייִוואָ־ענציקלאָפּעדיע פֿון די ייִדן אין מיזרח־אייראָפּע.
49. ↑  Spätlese unfrisierter Gedanken nach Ausgabe Sämtliche unfrisierte Gedanken. Sanssouci, München 2007, S. 254.
50. ↑  Vgl. Stanisław Barańczak: Karl Dedecius als Übersetzer der Aphorismen von Stanisław Jerzy Lec. Aus dem Polnischen von Friedrich Griese. – In: Elvira Grözinger & Andreas Lawaty (Hrsg.): Suche die Meinung. Karl Dedecius dem Übersetzer zum 65. Geburtstag. Otto Harrassowitz Verlag, Wiesbaden 1986, S. 27–36.
51. ↑  „Schön gekämmte, frisierte Gedanken.“ – Zitat aus Heines Gedanken und Einfälle. VII. Bilder und Farbenstriche: Calmonius.
52. ↑  Von Jutta Janke besorgte Auswahl aus Das große Buch der unfrisierten Gedanken und Spätlese unfrisierter Gedanken (Übers. K. Dedecius). Verlag Volk und Welt, Berlin 1978. Eine kleine Anzahl erschien zuvor in Denkspiele. Polnische Aphorismen des 20. Jahrhunderts. Herausgegeben und mit einem Nachwort von Antoni Marianowicz und Ryszard Marek Groński. Verlag Volk und Welt, Berlin 1973.
53. ↑  Непричесанные мысли. Пер. с пол. и предисл. В. Россельса. Прогресс, Москва 1978.
54. ↑  Lec zebrany | Tygodnik Powszechny.
55. ↑  Erweiterte Jubiläumsausgabe „uzupełnione 101 aforyzmami w 60. rocznicę pierwszego wydania“. Noir sur Blanc, Warszawa 2017.
56. ↑  Michał Paweł Markowski am 07.09.2015 in Pic, wic, nic (sic!) | Tygodnik Powszechny.
57. ↑  Marcel Reich-Ranicki: Mein Leben. Deutsche Verlags-Anstalt, Stuttgart 1999, S. 303.
58. ↑  Marcel Reich-Ranicki: Mein Leben. Deutsche Verlags-Anstalt, Stuttgart 1999, S. 307.
59. ↑  Stanislaw Wygodzki: Lec, Stanislaw Jerzy. – In: Fred Skolni, Michael Berenbaum (Hrsg.): Encyclopaedia Judaica, Second Edition, Volume 12 Kat – Lie. Macmillan, New York / Keter Publishing House, Jerusalem 2007, S. 593.
60. ↑  Karl Dedecius: Lec und seine Gedanken, Nachwort zu Alle unfrisierten Gedanken. Sanssouci, München 2007, S. 329–330.
61. ↑  Umberto Eco: Sesam öffne dich – ich möchte hinaus! Vorwort zu Das große Stanisław Jerzy Lec Buch, Lizenzausgabe von Das große Buch der unfrisierten Gedanken im Goldmann Verlag, München 1990 (Original aus einer Rezension in L’Espresso vom 20. Mai 1984, übersetzt von Elise Dinkelmann).
62. ↑  Angaben zu Leben und Werk finden sich im Nachwort „Lec und seine Gedanken“ von Karl Dedecius zu Alle unfrisierten Gedanken, Hanser, München 1982, S. 307ff.
63. ↑  Spätlese unfrisierter Gedanken nach Ausgabe Sämtliche unfrisierte Gedanken. Sanssouci, München 2007, S. 206.
64. ↑  Neue unfrisierte Gedanken nach Ausgabe Sämtliche unfrisierte Gedanken. Sanssouci, München 2007, S. 58.
65. ↑  Unfrisierte Gedanken nach Ausgabe Sämtliche unfrisierte Gedanken. Sanssouci, München 2007, S. 10.
66. ↑  Unfrisierte Gedanken nach Ausgabe Sämtliche unfrisierte Gedanken. Sanssouci, München 2007, S. 23.
67. ↑  Unfrisierte Gedanken nach Ausgabe Sämtliche unfrisierte Gedanken. Sanssouci, München 2007, S. 42.
68. ↑  Unfrisierte Gedanken nach Ausgabe Sämtliche unfrisierte Gedanken. Sanssouci, München 2007, S. 15.
69. ↑  Unfrisierte Gedanken nach Ausgabe Sämtliche unfrisierte Gedanken. Sanssouci, München 2007, S. 28.
70. ↑  Unfrisierte Gedanken nach Ausgabe Sämtliche unfrisierte Gedanken. Sanssouci, München 2007, S. 35.
71. ↑  Unfrisierte Gedanken nach Ausgabe Sämtliche unfrisierte Gedanken. Sanssouci, München 2007, S. 32.
72. ↑  Neue unfrisierte Gedanken nach Ausgabe Sämtliche unfrisierte Gedanken. Sanssouci, München 2007, S. 105.
73. ↑  Letzte unfrisierte Gedanken nach Ausgabe Sämtliche unfrisierte Gedanken. Sanssouci, München 2007, S. 120.
74. ↑  Unfrisierte Gedanken nach Ausgabe Sämtliche unfrisierte Gedanken. Sanssouci, München 2007, S. 19.
75. ↑  Unfrisierte Gedanken nach Ausgabe Sämtliche unfrisierte Gedanken. Sanssouci, München 2007, S. 12.
76. ↑  Unfrisierte Gedanken nach Ausgabe Sämtliche unfrisierte Gedanken. Sanssouci, München 2007, S. 49.
77. ↑  Neue unfrisierte Gedanken nach Ausgabe Sämtliche unfrisierte Gedanken. Sanssouci, München 2007, S. 105.
78. ↑  Neue unfrisierte Gedanken nach Ausgabe Sämtliche unfrisierte Gedanken. Sanssouci, München 2007, S. 59.
79. ↑  Unfrisierte Gedanken nach Ausgabe Sämtliche unfrisierte Gedanken. Sanssouci, München 2007, S. 16.
80. ↑  Spätlese unfrisierter Gedanken nach Ausgabe Sämtliche unfrisierte Gedanken. Sanssouci, München 2007, S. 234.
81. ↑  Spätlese unfrisierter Gedanken nach Ausgabe Sämtliche unfrisierte Gedanken. Sanssouci, München 2007, S. 288.
82. ↑  Neue unfrisierte Gedanken nach Ausgabe Sämtliche unfrisierte Gedanken. Sanssouci, München 2007, S. 99.
83. ↑  Letzte unfrisierte Gedanken nach Ausgabe Sämtliche unfrisierte Gedanken. Sanssouci, München 2007, S. 126.
84. ↑  Unfrisierte Gedanken nach Ausgabe Sämtliche unfrisierte Gedanken. Sanssouci, München 2007, S. 23.
85. ↑  Unfrisierte Gedanken nach Ausgabe Sämtliche unfrisierte Gedanken. Sanssouci, München 2007, S. 35.
86. ↑  Allerletzte unfrisierte Gedanken nach Ausgabe Sämtliche unfrisierte Gedanken. Sanssouci, München 2007, S. 306.
87. ↑  Neue unfrisierte Gedanken nach Ausgabe Sämtliche unfrisierte Gedanken. Sanssouci, München 2007, S. 90.
88. ↑  Neue unfrisierte Gedanken nach Ausgabe Sämtliche unfrisierte Gedanken. Sanssouci, München 2007, S. 185.

| Personendaten    | Personendaten                                |
| ---------------- | -------------------------------------------- |
| NAME             | Lec, Stanisław Jerzy                         |
| ALTERNATIVNAMEN  | Tusch-Letz, Stanisław Jerzy de (Geburtsname) |
| KURZBESCHREIBUNG | polnischer Lyriker und Aphoristiker          |
| GEBURTSDATUM     | 6. März 1909                                 |
| GEBURTSORT       | Lemberg, heute Ukraine                       |
| STERBEDATUM      | 7. Mai 1966                                  |
| STERBEORT        | Warschau, Polen                              |